# Silver St. Cloud
Silver St. Cloud es una personaje ficticia que aparece en los cómics estadounidenses publicados por DC Comics, comúnmente en asociación con el justiciero Batman. El personaje debutó en Detective Comics #470 (junio de 1977) y fue creado por Steve Englehart y Walt Simonson.Silver St. Cloud suele representarse como un interés romántico de Bruce Wayne.
El personaje apareció en la segunda temporada de Gotham y fue interpretada por Natalie Alyn Lind.

## Historial de publicaciones
Creada por Steve Englehart y Walt Simonson, Silver St. Cloud debutó en Detective Comics #470 (febrero de 1977). Los números que presentan sus apariciones anteriores se han recopilado en formato de bolsillo comercial como Batman: Strange Apparitions.

## Biografía ficticia
St. Cloud es una miembro de la alta sociedad que reside en Gotham City y organiza fiestas para los ricos e influyentes. Más tarde se convierte en una exitosa planificadora de eventos fuera de Gotham.

### Debut de Detective Comics (Batman: Strange Apparitions)
Silver St. Cloud es el interés amoroso de Bruce Wayne en las historias de Detective Comics #469–476, 478 y 479, que luego se reimprimieron como una colección de bolsillo comercial de esas historias titulada Batman: Strange Apparitions. St. Cloud conoce a Bruce Wayne por primera vez después de que Batman derrotara al nuevo villano Doctor Fósforo en una batalla que ocurrió en una planta de energía nuclear en el océano. Pronto comienza a salir con Bruce Wayne. Ella sospecha desde el principio que Bruce está ocultando algo, citando su interés en los informes de crímenes y sus encuentros con Batman como evidencia de un secreto. Cuando Bruce Wayne es capturado y reemplazado por Hugo Strange con un disfraz protésico, Silver rápidamente se da cuenta de que Wayne no está actuando como él mismo y contacta a Dick Grayson (Robin) para contarle sobre el extraño comportamiento de Wayne. Su perspicacia y rápida acción llevan a Robin a rescatar a Bruce.
Silver es uno de los pocos personajes que ha descubierto la identidad secreta de Batman. Su relación con Bruce inicialmente tuvo problemas debido a sus repetidas desapariciones. Sin embargo, con el tiempo pudo reunir las pistas y finalmente reconocer a su amante con el disfraz de Batman. Silver confirma sus sospechas llamando a Bruce mientras luchaba contra el villano Deadshot, lo que hizo que se volviera y le permitió a Silver reconocer la barbilla de Batman como la barbilla de Bruce Wayne. Las apariciones iniciales de Silver también representan la primera vez que se reconoce explícitamente que Bruce Wayne o incluso Batman han tenido una relación sexual.
Silver es testigo de cómo Batman lucha contra el Joker. Después de derrotar al Joker, Batman se encuentra con Silver. Ella le revela a Batman que conoce su secreto y que todavía lo ama. Ella dice que no podía estar con él porque no soportaba preocuparse por él todas las noches. Luego ella termina la relación y le pide a él que no la vuelva a ver.
La ruptura de Silver con Bruce repercute en los siguientes números, donde Batman descarga su frustración por la relación fallida con un par de criminales. La mayor parte de su furia se concentra en un criminal, a quien golpea repetidamente. Bruce le dice a Alfred Pennyworth que culpa a su personaje de lucha contra el crimen por ahuyentar a Silver, y por un tiempo reflexiona si debería dejar de ser Batman para siempre.

### Siege
En el arco de la historia de Legends of the Dark Knight "Siege" (trazado por Archie Goodwin), St. Cloud regresa brevemente a la vida de Bruce Wayne mientras organiza una convención de mercenarios en Gotham, pero el líder de la convención la hiere gravemente cuando ella descubre un complot para asaltar la ciudad.

### Batman: Dark Detective
Silver regresa una vez más en el arco argumental de Steve Englehart Batman: Dark Detective, una secuela de Batman: Strange Apparitions. En esta serie, su relación con Bruce Wayne evoluciona aún más, hasta el punto de que Silver se prepara para dejar a su prometido, un senador en campaña, para estar con él, pero el brazo y la pierna de su prometido quedan cortados en las trampas explosivas del Joker mientras intenta encontrarla en la casa del Joker. Wayne le ordena que continúe su relación con el senador hasta que termine su campaña, pero ella se enoja y abandona la vida de Wayne nuevamente.
Steve Englehart ha escrito otro capítulo de su trilogía para resolverlo, pero DC se ha negado a publicar la historia y desde entonces ha sido eliminada de la continuidad.

### Batman: The Widening Gyre
Su personaje regresa en Batman: The Widening Gyre de Kevin Smith.en el que ella y Bruce reavivan su romance en una playa isleña propiedad de su familia. Al final del cómic, su garganta es cortada por el villano Onomatopeya. Esta serie, que también quedó en suspenso, desde entonces se ha quedado sin continuidad.

### Especial Batman/Elmer Fudd
Durante Rebirth, Silver St. Cloud se convirtió en la amante de Elmer Fudd de Looney Tunes después de su ruptura con Bruce Wayne. Cuando descubre que Elmer es un cazarrecompensas, finge su muerte a manos del sicario  Bugs "el Conejito". Esto envía a Elmer a una depresión e intenta matar a Bugs y luego a Bruce Wayne por su muerte. Cuando Elmer le cuenta a Batman su historia, los dos llegan al bar de Porky para enfrentarse a Bugs, solo para que Silver se revele que dejó a Bruce Wayne por su peligroso estilo de vida y se enamoró de Elmer por estar a salvo hasta que él le dijo que También era peligroso. Ella explica que fingió su muerte para escapar de Elmer y le dijo a Bugs que enviara a Fudd con Bruce Wayne si Elmer alguna vez lo perseguía, ya que tenían tanto en común que encontrarían algo que hacer juntos.

## Recepción
El personaje ocupó el puesto 64 en la lista de las "100 mujeres más sexys en los cómics" de Comics Buyer's Guide.

## En otros medios

### Televisión
- Silver St. Cloud aparece en la segunda temporada de Gotham, interpretada por Natalie Alyn Lind.[9]Esta versión es la sobrinastra y pupila del multimillonario corrupto Theo Galavan y su hermana Tabitha Galavan.[10][11]
- Silver St. Cloud aparece en el episodio de Mis aventuras con Superman, "Most Eligible Superman", con la voz de Melanie Minichino.[12]Además de ser una persona influyente, filántropa y "ícono de la moda", se dice que esta versión es "una genio que hizo su fortuna a los trece años". Además, desarrolla un interés en Superman mientras compite en el concurso de solteros y solteras más elegibles de Metrópolis.

### Película
- Silver St. Cloud aparece en el guion original de Batman (1989), escrito por Tom Mankiewicz, como el interés amoroso de Bruce Wayne y la subordinada del jefe criminal Rupert Thorne.[13]
- Silver St. Cloud hace una aparición menor en Batman: Soul of the Dragon, con la voz de Erica Luttrell.

### Varios
Silver St. Cloud aparece en DC Super Hero Girls, con la voz de Grey Griffin.